# 城戸朱理
城戸 朱理（きど しゅり、男性、1959年5月23日 - ）は、日本の詩人。
フェリス女学院大学文学部非常勤講師。女子美術大学大学院非常勤講師。六本木詩人会同人。

## 略歴
岩手県盛岡市生まれ。神奈川県鎌倉市在住。岩手県立盛岡第一高等学校、明治大学文学部入学。20歳で『ユリイカ』新鋭詩人に選ばれる。
高貝弘也、田野倉康一、広瀬大志と同人誌『洗濯船』（1982 - 1987）に参加。
1994年、『不来方抄』で第5回歴程新鋭賞受賞。2011年『幻の母』で芸術選奨新人賞受賞。2012年『漂流物』で第30回現代詩花椿賞受賞。
2013年、岩手日報文化賞受賞。2009年より岩手日報「日報文芸」詩欄選者。2011年より岩手日報随筆賞選考委員長。
2018年、ドキュメンタリー映画「幻を見るひと」(2018) をプロデュース、各国の国際映画祭に招待されている。
1999年から2000年まで読売新聞日曜版書評欄、図書委員。

## 単著

### 詩集
- 『召喚』（書肆山田） 1985
- 『モンスーン気候帯』（沖積舎） 1991
- 『非鉄』（思潮社） 1993
- 『不来方抄』（思潮社） 1994
- 『朱夏』（私家版） 1994
- 『まんぼう』（矢立出版） 1995
- 『城戸朱理詩集』（思潮社、現代詩文庫） 1996　ISBN 4-7837-0909-2
- 『夷狄 バルバロイ』（思潮社） 1998
- 『千の名前』（思潮社） 1999
- 『地球創世説』（思潮社） 2003
- 『幻の母』（思潮社） 2010： 第61回芸術選奨文部科学大臣新人賞
- 『世界 - 海』（思潮社） 2010
- 『漂流物』（思潮社） 2012 ： 第30回現代詩花椿賞

### 詩論・その他
- 『詩人の夏 西脇順三郎と伊東静雄』（矢立出版） 1994　ISBN 4-946350-23-3
- 『吉岡実の肖像』（ジャプラン） 2004
- 『潜在性の海へ』（思潮社） 2006　ISBN 4-7837-1632-3
- 『戦後詩を滅ぼすために the regeneration of Alexandria』（思潮社） 2008　ISBN 978-4-7837-1642-6
- 『漂流物』（思潮社） 2012　ISBN 978-4-7837-3302-7

## 共著
- 『木の骨』（吉増剛造対談、矢立出版） 1993　ISBN 4946350128
- 『討議戦後詩 詩のルネッサンスへ』（野村喜和夫、思潮社） 1997　ISBN 4-7837-1575-0
- 『入沢康夫の詩の世界』（野村喜和夫共編、邑書林） 1998　ISBN 4897092779
- 『戦後名詩選〈1〉』（野村喜和夫共編、思潮社） 2000　ISBN 4-7837-0929-7
- 『戦後名詩選〈2〉』（野村喜和夫共編、思潮社） 2001　ISBN 4-7837-0930-0
- 『Edge 映画と詩の間』（宮岡秀行共監修、Art Square） 2003
- 『討議 詩の現在』（野村喜和夫、思潮社） 2005　ISBN 4783716277
- 『真乗 心に仏を刻む』（中央公論新社） 2007　ISBN 978-4120038440

## 翻訳
- 『パウンド詩集』（思潮社、海外詩文庫11） 1998　ISBN 4-7837-2510-1
- 『T・E・ヒューム 全詩と草稿』（ジャプラン） 2006
- 『エズラ・パウンド長詩集成』（思潮社） 2006　ISBN 4-7837-2868-2

## ドキュメンタリー映画
- 『幻を見るひと』（エグゼクティブプロデューサー） 2018

出演：吉増剛造、監督：井上春生